# Антоний (Одинович)
Архиепископ Антоний (Одинович; ? — 1 (12) июня 1716, Коломна) — епископ Русской православной церкви, архиепископ Коломенский и Каширский.

## Биография
Происходил из Малороссии, где в своё время закончил Киево-Могилянскую духовную академию.
С 7 июля 1689 год был настоятелем Московского Донского монастыря в сане архимандрита.
18 марта 1705 года хиротонисан во епископа Коломенского и Каширского.
Антоний Одинович скончался 1 июня 1716 года и был погребен в городе Коломне.